# Municipio de York (condado de Fulton)
El municipio de York (en inglés: York Township) es un municipio ubicado en el condado de Fulton en el estado estadounidense de Ohio. En el año 2010 tenía una población de 4145 habitantes y una densidad poblacional de 37,95 personas por km².

## Geografía
El municipio de York se encuentra ubicado en las coordenadas 41°32′14″N 84°2′50″O / 41.53722, -84.04722. Según la Oficina del Censo de los Estados Unidos, el municipio tiene una superficie total de 109.23 km², de la cual 109.07 km² corresponden a tierra firme y (0.15%) 0.16 km² es agua.

## Demografía
Según el censo de 2010, había 4145 personas residiendo en el municipio de York. La densidad de población era de 37,95 hab./km². De los 4145 habitantes, el municipio de York estaba compuesto por el 96.84% blancos, el 0.27% eran afroamericanos, el 0.39% eran amerindios, el 0.31% eran asiáticos, el 0.02% eran isleños del Pacífico, el 0.94% eran de otras razas y el 1.23% pertenecían a dos o más razas. Del total de la población el 4.44% eran hispanos o latinos de cualquier raza.